# Phaonia maowenensis
Phaonia maowenensis är en tvåvingeart som beskrevs av Deng och Feng 1998. Phaonia maowenensis ingår i släktet Phaonia och familjen husflugor. Inga underarter finns listade i Catalogue of Life.